# Georges M. Saad Abi Younes
Georges Miled Saad Abi Younes OLM (arabisch جورج سعد ابى يونس; * 18. April 1948 in Hammana, Gouvernement Libanonberg) ist ein libanesischer Ordensgeistlicher und emeritierter maronitischer Bischof der Eparchie Nuestra Señora de los Mártires del Libano en México.

## Leben
Georges Miled Saad Abi Younes besuchte zuerst die Grundschule im Kolleg St. Antonius in Hammana und später die weiterführende Schule an der Heilig-Geist-Schule in Kaslik. 1964 trat er der Ordensgemeinschaft des Libanesischen Maronitischen Ordens bei und absolvierte das Noviziat in den Konventen Unsere Liebe Frau in Ghosta und Unsere Liebe Frau der Hilfe in Byblos. Anschließend besuchte er das Kleine Seminar an der Heilig-Geist-Universität Kaslik. Am 17. Januar 1970 legte er die ewige Profess ab. Von 1970 bis 1977 studierte er an der Heilig-Geist-Universität Kaslik. Dort erlangte er Diplome in den Fächern Literaturwissenschaft (1970), Kulturwissenschaft (1972), Psychologie (1973), Soziologie (1974), arabische und libanesische Philosophie (1975), Moralphilosophie und Politische Philosophie (1976) und Philosophie (1977) sowie Lizenziate in den Fächern Philosophie und Katholische Theologie (1977). Am 3. Juli 1977 empfing er das Sakrament der Priesterweihe.
Nach der Priesterweihe war Abi Younes zunächst von 1977 bis 1984 als Pfarrer der Pfarrei Unsere Liebe Frau vom Wald in Beit-Chebab und als Spiritual der dortigen Pfadfindergruppe sowie als Generalsekretär der Fakultät für die schönen Künste an der Heilig-Geist-Universität Kaslik tätig. Zudem vertrat er die Universität beim libanesischen Universitätssportverband und wirkte als Pressesprecher. Daneben setzte er an der Heilig-Geist-Universität Kaslik seine Studien fort und erwarb 1978 ein Diplom im Fach Philosophiegeschichte und 1980 einen weiteren Abschluss im Fach Katholische Theologie. Außerdem wurde er 1979 an der Heilig-Geist-Universität Kaslik im Fach Philosophie promoviert. Darüber hinaus absolvierte er 1981 in Kanada an den Universitäten Montreal und Laval ein postgraduales Studium in Universitätsverwaltung. 1984 gehörte Abi Younes zu den Mitbegründern der kanadischen Niederlassung des Libanesischen Maronitischen Ordens in Montreal. Von 1984 bis 1988 war er deren Vizerektor sowie Spiritual der maronitischen Jugendbewegung und der Pfadfinder. Ferner war er in dieser Zeit für die ordenseigene Missionsstiftung und als Herausgeber der Zeitschrift Our Patrimony tätig.
Ab 1988 fungierte Abi Younes als Vizerektor und ab 1995 schließlich als Provinzial der mexikanischen Ordensprovinz seiner Ordensgemeinschaft. Zudem war er ab 1995 Pfarrer der maronitischen Pfarrei in Mexiko-Stadt. Ferner wirkte er vom 9. Februar 1997 bis zum 4. Mai 2002 auch als Protosynkellos der Eparchie Nuestra Señora de los Mártires del Libano en México.
Papst Johannes Paul II. ernannte ihn am 22. Februar 2003 zum Bischof der Eparchie Nuestra Señora de los Mártires del Libano en México. Der maronitische Patriarch von Antiochien, Nasrallah Boutros Kardinal Sfeir, spendete ihm am 26. April desselben Jahres in der Basilika Notre-Dame du Liban in Harissa die Bischofsweihe; Mitkonsekratoren waren der Kurienbischof im maronitischen Patriarchat von Antiochien, Roland Aboujaoudé, und der Erzbischof von Antelien, Joseph Mohsen Béchara. Die Amtseinführung erfolgte am 29. Juni 2003.
Am 10. Juli 2024 nahm Papst Franziskus das altersbedingte Rücktrittsgesuch von Georges Miled Saad Abi Younes an.
Abi Younes spricht neben seiner Muttersprache Arabisch auch Französisch, Englisch, Spanisch und Aramäisch.

## Schriften
- Novena a San Charbel. Orden Libanesa Maronita, Mexiko-Stadt 1999, OCLC 1408781717.
- El Beato Nemetala Kassab Al-Hardini Maestro De Espiritualidad (1808–1858). Mexiko-Stadt 2000, OCLC 1408779925.